# Смещённая активность

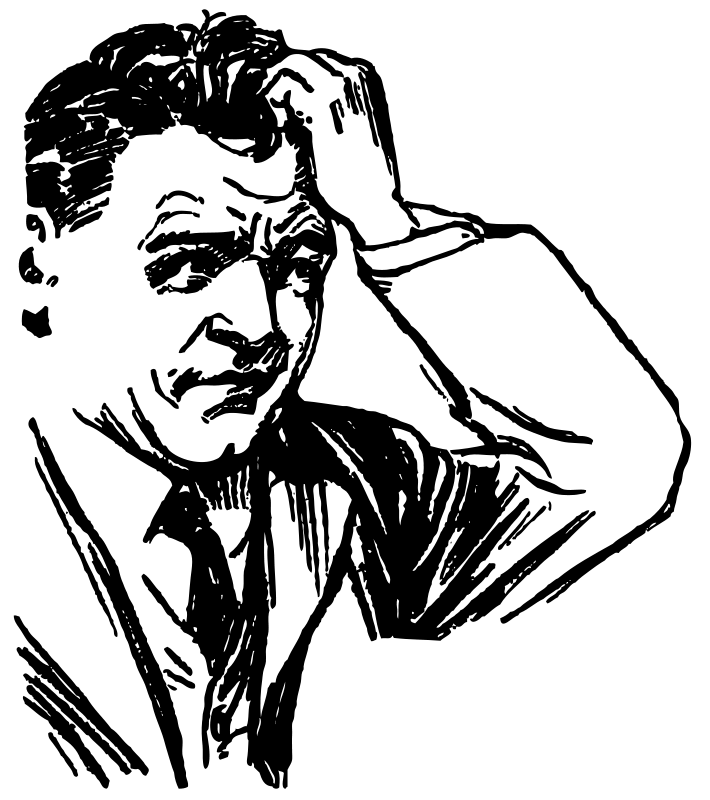
Почесывание головы, пример смещённой активности у людей, которое может возникнуть, когда человек не знает, какой из двух вариантов предпочесть.

Смещённая активность (замещающая деятельность, замещающая активность, замещающее поведение, замещающие движения, переставленные действия) (англ. Displacement activity) — особый вид движений, возникающих, когда животное испытывает сильную мотивацию к выполнению двух или более противоречащих друг другу действий; при этом такие движения обычно не связаны с этими конкурирующими мотивами. Например, птицы могут начать клевать траву, когда не уверены, что им делать — атаковать противника или же улетать от него; или, например, человек может начать чесать затылок, когда не знает, какой из двух вариантов выбрать. Смещённая активность может также наблюдаться, когда животным что-то мешает выполнить желаемое действие. Смещённая активность часто включает в себя действия, которые приносят животному комфорт, такие как почёсывание, прихорашивание, питье или питание.
При оценке благополучия животных смещённая активность может служить индикатором того, что животное сильно чем-то разочаровано. Например, если кур приучают есть из определённого дозатора корма, то когда этот дозатор перестаёт работать, голодные куры начинают энергично расхаживать по клетке и прихорашиваться.
Психиатр и приматолог Альфонсо Троизи предположил, что смещённую активность можно использовать и в качестве одного из критериев при оценке уровня стресса у приматов. Он отметил, что различные  приматы чаще делают груминг в ситуациях, которые могут вызывать тревогу и неуверенность, и что это поведение усиливается анксиогенными (вызывающими тревогу) препаратами и снижается анксиолитиками (препаратами, снижающими тревогу). Он отметил, что у людей подобное поведение в виде бесцельного манипулирования объектами (жевание ручек, покручивание кольца на пальце) также может использоваться как индикатор «стрессовых стимулов и может отражать эмоциональное состояние отрицательного аффекта».
Относительно недавно термин «смещённая активность» стал применяться и для описания определённой формы прокрастинации, когда человек что-то делает намеренно, чтобы занять себя, и в то же время избегает делать что-то ещё, что является более важным. Например, человек начинает убираться в квартире или читает эту статью в Википедии вместо того, чтобы готовиться к экзамену.

## История концепции
Исследования смещённой активности являются прямым следствием работ Конрада Лоренца об инстинктах. Однако первые упоминания этого феномена появились в 1940 году у двух голландских исследователей Николаса Тинбергена и Адриана Кортландта.
Тинберген в 1952 году отметил, что два жаворонка, во время яростного боя друг с другом, могут внезапно начать клевать землю, как будто там появился корм, или птицы в момент спаривания могут внезапно начать прихорашиваться. Тинберген использовал термин «смещённая активность», так как такое поведение выглядело словно перемещенным из одной поведенческой системы в другую.
В 1902 году в романе «Белая птичка» Дж. М. Барри упоминает овец в Кенсингтонских садах, нервно щиплющих траву сразу после того, как их постригли, а также мудрого ворона Соломона, пьющего воду, когда он был разочарован из-за того, что его перехитрили в споре с другими птицами. Другая птица советует ему попить, чтобы прийти в себя. Эти описания смещённой активности в художественной литературе, свидетельствует, что подобное явление было хорошо известно и в самом начале XX века. Ещё одно раннее описание смещённой активности (хотя и не использование самого этого термина) принадлежит Джулиану Хаксли в 1914 году.

## В художественной литературе
В  Элементарные частицы (роман) Мишеля Уэльбека понятие смещённой активности используется для описания фрустрации главного героя Брюно. (Конец 12 главы)